# 宇摩郡
- 令制国一覧 > 南海道 > 伊予国 > 宇摩郡
- 日本 > 四国地方 > 愛媛県 > 宇摩郡

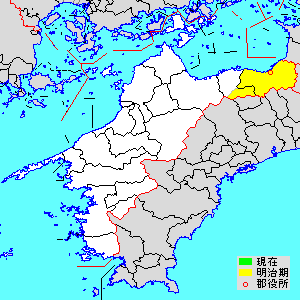
愛媛県宇摩郡の位置

宇摩郡（うまぐん）は、愛媛県（伊予国）にあった郡。

## 郡域
1878年（明治11年）に行政区画として発足した当時の郡域は、四国中央市および新居浜市の一部（別子山）にあたる。

## 歴史

### 古代

#### 式内社
『延喜式』神名帳に記される郡内の式内社。
| 神名帳           | 神名帳     | 神名帳 | 神名帳 | 比定社   | 比定社                     | 比定社 | 集成 |
| 社名             | 読み       | 格     | 付記   | 社名     | 所在地                     | 備考   | 集成 |
| ---------------- | ---------- | ------ | ------ | -------- | -------------------------- | ------ | ---- |
| 宇摩郡 1座（大） |            |        |        |          |                            |        |      |
| 村山神社         | ムラヤマノ | 名神大 |        | 村山神社 | 愛媛県四国中央市土居町津根 |        |      |
| 凡例を表示       |            |        |        |          |                            |        |      |

### 近世以降の沿革
- 「旧高旧領取調帳」に記載されている明治初年時点での支配は以下の通り。（52村）

| 知行         | 知行               | 村数 | 村名 |
| ------------ | ------------------ | ---- | --- |
| 幕府領       | 松山藩預地         | 18村 | 川之江村、余木村、山田井村、下分村、三角寺村、小川山村、平野山村、上野村、浦山村、中村、藤原村、豊田村、五郎野村、岡銅村、大町村、具定村、津根山村、別子山村 |
| 藩領         | 伊予今治藩         | 18村 | 中曽根村、上柏村、三島村、下柏村、村松村、妻鳥村、長須村、半田村、柴生村、下川村、下山村、領家村、上山村、馬立村、新瀬川村、寒川山村、岩原瀬村、鷹野山村     |
| 藩領         | 伊予西条藩         | 11村 | 上分村、金川村、中之庄村、畑野村、蕪崎村、入野村、土居村、小林村、津根村、長田村、東寒川村                                                                   |
| 幕府領・藩領 | 松山藩預地・今治藩 | 1村  | 新宮村 |
| 幕府領・藩領 | 松山藩預地・西条藩 | 4村  | 天満村、野田村、西寒川村、北野村 |

- 慶応4年1月27日（1868年2月20日） - 戊辰戦争により松山藩預地が高知藩預地となる。
- 明治4年
  - 1月19日（1871年3月9日） - 高知藩預地が倉敷県の管轄となる。
  - 7月14日（1871年8月29日） - 廃藩置県により、藩領が今治県、西条県の管轄となる。
  - 9月14日（1871年10月27日） - 倉敷県の管轄地域が丸亀県の管轄となる。
  - 11月15日（1871年12月26日） - 第1次府県統合により、全域が松山県の管轄となる。
- 明治5年2月9日（1872年3月17日） - 石鉄県の管轄となる。
- 明治6年（1873年）2月20日 - 愛媛県の管轄となる。
- 明治8年（1875年） - 東寒川村・西寒川村が合併して寒川村となる。（51村）
- 明治9年（1876年） - 岩原瀬村・鷹野山村が合併して豊坂村となる。（50村）
- 明治11年（1878年）12月16日 - 郡区町村編制法の愛媛県での施行により、行政区画としての宇摩郡が発足。郡役所が川之江村に設置。

### 町村制以降の沿革

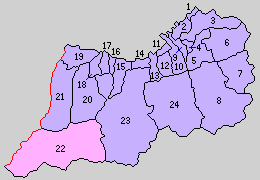
1.二名村 2.川之江村 3.金生村 4.上分村 5.金田村 6.川滝村 7.上山村 8.新立村 9.妻鳥村 10.松柏村 11.三島村 12.中曽根村 13.中之庄村 14.寒川村 15.豊岡村 16.野田村 17.津根村 18.小富士村 19.満崎村 20.土居村 21.関川村 22.別子山村 23.富郷村 24.金砂村（桃：新居浜市 紫：四国中央市）

- 明治22年（1889年）12月15日 - 町村制の施行により、下記の各村が発足[6]。特記以外は全域が現・四国中央市。（24村）
  - 二名村 ← 余木村、長須村
  - 川之江村（単独村制）
  - 金生村 ← 下分村、山田井村
  - 上分村（単独村制）
  - 金田村 ← 金川村、半田村、三角寺村
  - 川滝村 ← 下山村、領家村、下川村、柴生村
  - 上山村（単独村制）
  - 新立村 ← 新宮村、馬立村、新瀬川村
  - 妻鳥村（単独村制）
  - 松柏村 ← 村松村、上柏村、下柏村
  - 三島村、中曽根村（それぞれ単独村制）
  - 中之庄村 ← 中之庄村、具定村
  - 寒川村（単独村制）
  - 豊岡村 ← 五郎野村、大町村、岡銅村、豊田村、長田村
  - 野田村、津根村（それぞれ単独村制）
  - 小富士村 ← 小林村、藤原村、中村
  - 満崎村 ← 天満村、蕪崎村
  - 土居村 ← 土居村、浦山村、入野村、畑野村
  - 関川村 ← 上野村、北野村
  - 別子山村（単独村制。現・新居浜市）
  - 富郷村 ← 津根山村、寒川山村、豊坂村
  - 金砂村 ← 小川山村、平野山村
- 明治28年（1895年）7月1日 - 満崎村が分割し、一部（天満）の区域に天満村が、残部（蕪崎）の区域に蕪崎村がそれぞれ発足。（25村）
- 明治30年（1897年）4月1日 - 郡制を施行。郡役所が三島村に移転。
- 明治31年（1898年）
  - 11月21日（2町23村）
    - 三島村が町制施行して三島町となる。
    - 川之江村が町制施行して川之江町となる。
- 大正2年（1913年）1月1日 - 上分村が町制施行して上分町となる。（3町22村）
- 大正12年（1923年）4月1日 - 郡会が廃止。郡役所は存続。
- 大正15年（1926年）7月1日 - 郡役所が廃止。以降は地域区分名称となる。
- 昭和15年（1940年）2月11日 - 津根村・野田村が合併して長津村が発足。（3町21村）
- 昭和19年（1944年）4月1日 - 三島町・松柏村・中曽根村・中之庄村が合併し、改めて三島町が発足。（3町18村）
- 昭和23年（1948年）4月1日 - 金生村が町制施行して金生町となる。（4町17村）
- 昭和25年（1950年）10月1日 - 三島町の一部（村松・上柏・下柏）が分立して松柏村が発足。（4町18村）
- 昭和27年（1952年）6月1日 - 寒川村が町制施行して寒川町となる。（5町17村）
- 昭和29年（1954年）
  - 3月31日（6町9村）
    - 上山村・新立村が合併して新宮村が発足。
    - 二名村が川之江町に編入。
    - 長津村・小富士村・蕪崎村・天満村・土居村・関川村が合併して土居町が発足。

  - 11月1日（1町2村）
    - 松柏村・三島町・寒川町・豊岡村・富郷村・金砂村が合併して伊予三島市が発足し、郡より離脱。
    - 川之江町・金生町・上分町・妻鳥村・金田村・川滝村が合併して川之江市が発足し、郡より離脱。
- 平成15年（2003年）4月1日 - 別子山村が新居浜市に編入。（1町1村）
- 平成16年（2004年）4月1日 - 新宮村・土居町が川之江市・伊予三島市と合併して四国中央市が発足。同日宇摩郡消滅。

### 変遷表
| 明治22年 | 明治22年 - 大正15年              | 昭和1年 - 昭和28年           | 昭和1年 - 昭和28年           | 昭和29年 - 昭和64年          | 昭和29年 - 昭和64年      | 平成1年 - 現在              | 現在       |
| -------- | -------------------------------- | ---------------------------- | ---------------------------- | ---------------------------- | ------------------------ | --------------------------- | ---------- |
| 川之江村 | 1898年11月21日 町制施行 川之江町 | 川之江町                     | 川之江町                     | 川之江町                     | 1954年11月1日 川之江市   | 2004年4月1日 四国中央市     | 四国中央市 |
| 二名村   | 二名村                           | 二名村                       | 二名村                       | 1954年3月31日 川之江町へ編入 | 1954年11月1日 川之江市   | 2004年4月1日 四国中央市     | 四国中央市 |
| 妻鳥村   | 妻鳥村                           | 妻鳥村                       | 妻鳥村                       | 妻鳥村                       | 1954年11月1日 川之江市   | 2004年4月1日 四国中央市     | 四国中央市 |
| 上分村   | 1913年1月1日 町制施行 上分町     | 上分町                       | 上分町                       | 上分町                       | 1954年11月1日 川之江市   | 2004年4月1日 四国中央市     | 四国中央市 |
| 金生村   | 金生村                           | 1948年4月3日 町制施行 金生町 | 1948年4月3日 町制施行 金生町 | 金生町                       | 1954年11月1日 川之江市   | 2004年4月1日 四国中央市     | 四国中央市 |
| 川滝村   | 川滝村                           | 川滝村                       | 川滝村                       | 川滝村                       | 1954年11月1日 川之江市   | 2004年4月1日 四国中央市     | 四国中央市 |
| 金田村   | 金田村                           | 金田村                       | 金田村                       | 金田村                       | 1954年11月1日 川之江市   | 2004年4月1日 四国中央市     | 四国中央市 |
| 三島村   | 1898年11月21日 町制施行 三島町   | 三島町                       | 三島町                       | 1954年11月1日 伊予三島市     | 1954年11月1日 伊予三島市 | 2004年4月1日 四国中央市     | 四国中央市 |
| 中曾根村 | 中曾根村                         | 1944年4月1日 三島町へ編入    | 三島町                       | 1954年11月1日 伊予三島市     | 1954年11月1日 伊予三島市 | 2004年4月1日 四国中央市     | 四国中央市 |
| 中之庄村 | 中之庄村                         | 1944年4月1日 三島町へ編入    | 三島町                       | 1954年11月1日 伊予三島市     | 1954年11月1日 伊予三島市 | 2004年4月1日 四国中央市     | 四国中央市 |
| 松柏村   | 松柏村                           | 1944年4月1日 三島町へ編入    | 1950年10月1日 分立 松柏村    | 1954年11月1日 伊予三島市     | 1954年11月1日 伊予三島市 | 2004年4月1日 四国中央市     | 四国中央市 |
| 寒川村   | 寒川村                           | 1952年6月1日 町制施行 寒川町 | 1952年6月1日 町制施行 寒川町 | 1954年11月1日 伊予三島市     | 1954年11月1日 伊予三島市 | 2004年4月1日 四国中央市     | 四国中央市 |
| 豊岡村   | 豊岡村                           | 豊岡村                       | 豊岡村                       | 1954年11月1日 伊予三島市     | 1954年11月1日 伊予三島市 | 2004年4月1日 四国中央市     | 四国中央市 |
| 富郷村   | 富郷村                           | 富郷村                       | 富郷村                       | 1954年11月1日 伊予三島市     | 1954年11月1日 伊予三島市 | 2004年4月1日 四国中央市     | 四国中央市 |
| 金砂村   | 金砂村                           | 金砂村                       | 金砂村                       | 1954年11月1日 伊予三島市     | 1954年11月1日 伊予三島市 | 2004年4月1日 四国中央市     | 四国中央市 |
| 津根村   | 津根村                           | 1940年2月11日 長津村         | 1940年2月11日 長津村         | 1954年3月31日 土居町         | 1954年3月31日 土居町     | 2004年4月1日 四国中央市     | 四国中央市 |
| 野田村   | 野田村                           | 1940年2月11日 長津村         | 1940年2月11日 長津村         | 1954年3月31日 土居町         | 1954年3月31日 土居町     | 2004年4月1日 四国中央市     | 四国中央市 |
| 小富士村 | 小富士村                         | 小富士村                     | 小富士村                     | 1954年3月31日 土居町         | 1954年3月31日 土居町     | 2004年4月1日 四国中央市     | 四国中央市 |
| 満崎村   | 1894年7月1日 分割 天満村         | 天満村                       | 天満村                       | 1954年3月31日 土居町         | 1954年3月31日 土居町     | 2004年4月1日 四国中央市     | 四国中央市 |
| 満崎村   | 1894年7月1日 分割 蕪崎村         | 蕪崎村                       | 蕪崎村                       | 1954年3月31日 土居町         | 1954年3月31日 土居町     | 2004年4月1日 四国中央市     | 四国中央市 |
| 土居村   | 土居村                           | 土居村                       | 土居村                       | 1954年3月31日 土居町         | 1954年3月31日 土居町     | 2004年4月1日 四国中央市     | 四国中央市 |
| 関川村   | 関川村                           | 関川村                       | 関川村                       | 1954年3月31日 土居町         | 1954年3月31日 土居町     | 2004年4月1日 四国中央市     | 四国中央市 |
| 新立村   | 新立村                           | 新立村                       | 新立村                       | 1954年3月31日 新宮村         | 1954年3月31日 新宮村     | 2004年4月1日 四国中央市     | 四国中央市 |
| 上山村   | 上山村                           | 上山村                       | 上山村                       | 1954年3月31日 新宮村         | 1954年3月31日 新宮村     | 2004年4月1日 四国中央市     | 四国中央市 |
| 別子山村 | 別子山村                         | 別子山村                     | 別子山村                     | 別子山村                     | 別子山村                 | 2003年4月1日 新居浜市へ編入 | 新居浜市   |